# Antiguo turco anatolio
El antiguo turco anatolio (en turco: Eski Anadolu Türkçesi, EAT) es la lengua medieval antecesora del turco moderno hablada en Anatolia de los siglos XI al XV. Evolucionó hasta convertirse en el turco otomano temprano y más tarde el turco osmanlí moderno. Para escribir el antiguo turco anatolio se empleaba la escritura árabe. A diferencia del turco otomano posterior, se usaron diacríticos de vocales cortas.
No tuvo estatus oficial hasta 1277, cuando Mehmet I de Karaman declaró un firmán al respecto en un intento romper la supremacía, el dominio y la popularidad de  Persa:
|  | Şimden girü hiç kimesne kapuda ve divanda ve mecalis ve seyranda Türki dilinden gayri dil söylemeye. | De ahora en adelante nadie en el palacio, en el diván, el consejo y en los viajes deben hablar ningún idioma que no sea el turco. |

## Historia
Se ha asumido erróneamente que la lengua literaria turca de Anatolia antigua fue creada en Anatolia y que sus autores transformaron una lengua primitiva en un medio literario sometiéndose a la influencia persa. En realidad, los turcos oguz que llegaron a Anatolia trajeron su propio lenguaje escrito, tradiciones literarias y modelos de Corasmia y Transoxiana.

## Ejemplos
Los siguientes textos son extractos de Qabus-Nama, tomados del trabajo de Turan Fikret: "Antiguo turco de Anatolia: Estructura sintáctica" (1996):
- bizüm delilümüz: "Nuestras pruebas".
- devletlü gişiler: "Afortunados".
- zinhār zinhār: "Nunca".* pīrlikde yigitlenmek rüsvāylıqdur

(T. moderno) Yaşlılıkta genç bir adam gibi davranmak utanç verici.
"Es una vergüenza actuar como un joven en la vejez".
- bulardan artanı beytü'l mālda qoyalar: "Deberían poner en el tesoro público lo que les quedaba".

- birgün bu ilçiyile oturur iken Qısri Büzürcmihre sorar: "Un día, cuando estaba sentado con este embajador [extranjero], Chosroes le preguntó a Büzürcmihr".

- Kelām-ı mecīd: "La palabra del más glorioso (Dios), el  Qoran."
- dar'ül-harb: " Países fuera del dominio del Islam."
- Taŋrı aŋa raḥmet itmez: "Dios no lo perdona".* aġırlaŋ aṭaŋuzı anaŋuzı egerçi kāfirse daqı

(T. moderno) İnançsız olsalar bile anne babanıza saygı gösterin.
"Respeta a tus padres aunque sean incrédulos".
- Ne qul kim alam āzāz olsun

(T. moderno) Satın aldığım her köle azat edilmeli.
"Todo esclavo que yo compre debe ser liberado"
- ve cāhil gişileri gişi sanma ve hünersüzleri bilür sayma: "Y no consideres a los ignorantes como los hombres [reales], y [no consideres] a los no talentosos los conocedores".
- zinhār işüŋi ṭanışmaqdan ʿārlanma: "Ten cuidado y nunca te avergüences de aprender tu trabajo".
- sen yalan söyleyesi gişi degülsin: "No eres alguien que mentiría".
- artuq zaḥmet çeküp artuq ṭamaʿ eyleme: "No trabajes duro para satisfacer tu codicia".
- eger sen Taŋrıya muṭīʿ olmayup bunlardan muṭīʿlıq isteyüp bunlara zaḥmet virür iseŋ Taŋrılıq daʿvīsin itmiş olursın: "Si tú mismo no obedeces a Dios y pides obediencia a estas personas [para ti] y los oprimes, entonces eres considerado como alguien que pretende ser Dios".
- yaʿnī bir şaḫsuŋ bir sarayda naṣībi olsa andan ol naṣībi ṣatsa ne qadardur bāyiʿyā müşterī bilmese Ebū Ḥanīfeden üç rivāyetdür: "En otras palabras, si alguien tiene una participación en un palacio y luego si lo vende sin que ni el vendedor ni el comprador sepan el valor exacto del mismo, entonces hay tres tradiciones según  Abû Ḥanîfe."
- benüm dostlarum beni ġāyet sevdüklerinden baŋa ʿaybum dimezler idi ve düşmānlarum benüm ʿaybumı ḫalqa söylerler idi: "Debido a que mis amigos me querían mucho, no me dijeron mis defectos, [pero] mis enemigos le dijeron a la gente mis defectos".
- ben eyittim sübḥān Allāh qırq iki yaşında gişi neçün şöyle içekim nerdübāŋ ayaġın nice urasın bilmeye düşe ve dün buçuġında neçün şöyle yörüye kim şunuŋ gibi vāqıʿaya uġraya: "Dije 'Oh Dios, ¿por qué una persona de cuarenta y dos años de edad bebería tanto que no puede juzgar cómo poner sus pies en los escalones de una escalera,  así que se cae, y también por qué caminaría así en medio de la noche cuando se siente de esta manera".

## Ortografía
| Antiguo turco anatolio | Turco otomano (Kamus-ı Türkî spelling) | Turco moderno | GLOSA     |
| ---------------------- | -------------------------------------- | ------------- | --------- |
| گُزلٔر                   | كوزلر                                  | Gözler        | 'ojos'    |
| دَدَ                     | دده                                    | Dede          | 'abuelo'  |
| كُچُك                    | كوچك                                   | Küçük         | 'pequeño' |

## Alfabeto
| Letra | Turco moderno | Letra | Turco moderno |
| ----- | ------------- | ----- | ------------- |
| ا     | a, e, i       | ص     | s             |
| ب     | b             | ض     | d             |
| پ     | p             | ط     | t             |
| ت     | t             | ظ     | z             |
| ث     | s             | ع     | a             |
| ج     | c             | غ     | ğ, g          |
| چ     | ç             | ف     | f             |
| ح     | h             | ق     | k             |
| خ     | h             | ك     | k             |
| د     | d             | ل     | l             |
| ذ     | d, z          | م     | m             |
| ر     | r             | ن     | n             |
| ز     | z             | و     | o, ö, u, ü, v |
| ژ     | j             | ه     | h             |
| س     | s             | لا    | la, le        |
| ش     | ş             | ى     | i, y, ı       |